# 羽生蛇村
羽生蛇村（はにゅうだむら）は、SCEIのホラーゲーム『SIREN』及び『SIREN:New Translation』に登場する架空の村。
モデルとなっているのは、埼玉県秩父郡内にかつて存在した岳集落とされる。

## 沿革

### 『SIREN』における羽生蛇村の沿革
- 縄文早期 - この頃から集落が形成され、人の定住が始まったとされる
- 684年 - 大飢饉発生
- 明治時代 - 禁足地であった不入谷が調査され、不入谷壁画が発見される
- 1926年（大正15年）- 比良境に宮田医院開業
- 1920〜40年代 - 合石岳で錫採掘が始まる
- 1938年（昭和13年）5月21日 - 「××村三十三人殺し事件」が発生したとされる[注釈 1]
- 1941年（昭和16年）- 宮田医院、旧日本軍指定病院に認定され、翌年に改築
- 1950年代 - 三隅地方でマグニチュード6の地震発生
- 1958年（昭和33年）- 合石岳東3号斜坑が開通
- 1960年代 - 合石岳が鉱量枯渇によって閉山
- 1975年（昭和50年）7月7日 - 6月からの長雨により波羅宿地区の旧軍防空壕跡が地盤沈下
- 1976年（昭和51年）
  - 6月25日 - 羽生蛇村消防団結成
  - 7月5日 - 羽生蛇村の小学生が合石岳で行方不明になる
  - 7月30日 - 光柱現象が起こる
  - 8月2日 - 大規模土砂災害発生。床下浸水48棟、行方不明者33名の被害
  - 8月4日 - 土砂災害から男女2名の遺体が発見される
  - 9月 - 羽生蛇水門の改修工事が始まる
- 1978年（昭和53年）8月 - 区画整理、大字粗戸から上粗戸/大字波羅宿から下粗戸へ地名変更
- 2002年（平成14年・作中表記では昭和77年）[注釈 2]3月3日 - 県道333号線で落雷、車が炎上し乗員2名が死亡
- 2003年（平成15年・作中表記では昭和78年）
  - 8月2日 - 土砂災害発生、羽生蛇村が異界に取り込まれる
  - 8月5日 - 土砂災害から生存者1名が救出される

### 『New:Translation』における羽生蛇村の沿革
- 7世紀末 - 大飢饉発生
- 1856年（安政3年）8月25日 - 合石岳で「十尺ノ異人」なる怪物が目撃される
- 1950年代 - 三隅地方でマグニチュード6の地震発生
- 1952年（昭和27年）5月30日 - 国道333号線崖下に転落している乗用車から男女2名の遺体が発見された
- 1976年（昭和51年）8月2日 - 大規模土砂災害が発生し、羽生蛇村が廃村となる
- 2007年8月3日 - 羽生蛇村跡地を訪れた米国テレビクルー(サム・モンローら4名)と在日米国人学生(ハワード・ライト)が異界に取り込まれ行方不明になる

## 地区
『SIREN』『New:Translation』では同じ羽生蛇村を舞台としており、地形や主要施設の位置など類似点は多いものの、『New:Translation』制作時におけるリメイクに当たって全く別物に作り直されている。
村内の地名には、聖書に登場する地名を日本語に当て嵌めたものが採用されている。

### 『SIREN』における羽生蛇村
作中では、村全域が異界に取り込まれた影響で、土石流災害が発生した1976年の羽生蛇村と2003年現在の羽生蛇村がところどころで融合している。※は作中にて1976年時のものが登場する地区。
上粗戸（かみあらと）/大字粗戸（おおあざあらと） ※
2003年時の羽生蛇村における中心的な市街地。区画整理前の1976年時は大字粗戸。村中心部を流れる眞魚川沿いでは護岸工事が行われている。記念物として眞魚岩（まないわ）・ 別名「天降りの神石」と呼ばれている三角錐の隕石が存在。 1976年時では羽生蛇村商店街として、大通り沿いに理髪店や食堂などの商業施設が集中していた。2003年時には中央交差点を中心にコンビニエンスストアや公園などが整備されている。
なお、上粗戸町内に存在する民家「六角家」「石川家」はいずれも横浜市内に実在するラーメン店の店名に由来している。
下粗戸（しもあらと）/大字波羅宿（おおあざはらやどり） ※
区画整理前の1976年時は大字波羅宿。1976年以前には棚田状の土地に民家が密集する耶辺（やべ）集落が存在したが同年の土砂災害で壊滅したため、2003年時にはその危険性から無人化している。旧日本軍防空壕が残っていたが、1975年の地盤沈下で消滅した。
地名の由来は虚舟伝説において、虚舟が漂着したとされる常陸国の地名「はらやどり」。
地区内に存在する「吉村家」「中島家」「高谷家」「川崎家」はすべて実在するラーメン店からとられている。
刈割（かるわり）
波羅宿と田堀に隣接する細長い丘陵地帯。棚田状の畑が存在するが大部分が耕作放棄されており、マナ教式の墓標が点在している。北側は禁足地の不入谷（いらずたに）に直通している。
名前の由来は、「カルワリオの丘」。体験版での名称は「棚田」であった。広大かつ起伏の多い地形のために、マップ制作の段階で制作スタッフでも把握が困難であったため全長3メートルにおよぶ粘土模型が作成された。
不入谷（いらずたに）
刈割の北に位置する丘の上の地区。684年に堕辰子が降臨した場所とされ、明治期に入るまで禁足地であった。眞魚教の教会「不入谷教会」なる西洋風の建物があり、求導師の家系である牧野家および不入谷家も存在する。
田堀（たぼり）※
『SIREN』では木造2階建ての日本家屋の廃屋が存在するのみ。2003年時では民家は存在していない。
比良境（ひらさかい）
合石岳と蛭ノ塚を結ぶ地区。2003年時点では宮田医院の新病棟が存在し、土砂災害以前には地上2階建ての鉄筋コンクリート製病棟二棟からなる旧宮田医院があった。
名前の由来は「黄泉比良坂」。
蛭ノ塚（ひるのつか）
比良境地区内の峠。村の外縁部にあたり、県道333号線が通っている。水蛭子神社（みずひるこじんじゃ）があるが、76年の時点ですでに信仰が廃れているため荒廃している。一階建ての民家が1軒のみ存在するが、廃墟化している。
合石岳（ごうじゃくだけ） ※
羽生蛇鉱業所有の羽生蛇鉱山が存在。主に錫が産出されていたが、災害発生前の1960年代に鉱量の枯渇で閉山。閉山後も坑道などの鉱山設備がそのまま残されている。山麓の蛇頭峠（じゃこうべとうげ）には眞魚川水門(別称・羽生蛇水門)があり、1976年以前のものと災害後再建された2003年時のものがある。作中で登場するのは1976年時のもの。
蛇ノ首谷（じゃのくびたに）
蛇頭峠付近に存在する地区。眞魚川沿いにあり、保安林に指定されている折臥ノ森（おりふしのもり）の対岸に鉱山関連の選鉱所といった施設がある。
折部（おりべ）
村の北部、下粗戸の西に位置。村の過疎化でクラス編成が小規模になった木造二階建ての村立羽生蛇小学校折部分校が存在する。
上三隅（かみみすみ）
羽生蛇村の隣接自治体。羽生蛇村と同じく三隅郡所属。
島根県および山口県にかつて実在した「三隅町」とは無関係。
西ヶ原（にしがはら）
神代家の住所とされる地区。作中には地名のみ登場し、不入谷付近に存在すること以外は明らかにされていない。

### 『New:Translation』における羽生蛇村
『New:Translation(以下NT)』では、全編にわたって1976年時の羽生蛇村が登場している。
上粗戸
羽生蛇村の中枢地区。怪異の発生翌日には屍人が村内の建物を無差別に解体・再構築した屍人ノ巣が建造されていた。不入谷に通じる上粗戸隧道が存在。
下粗戸
上粗戸と直結する集落。村の駐在警官嶋田習次が勤める交番やバス停が存在。怪異発生直前に赤い水の影響を受けて錯乱状態となった嶋田が近隣の民家を襲撃し、住民が惨殺された。
波羅宿集落
粗戸の次に大きい集落とされ、大半が赤い水で浸水している。通りを中心に大衆食堂や商店のほかに民家数軒が存在し、丘の上には波羅宿集会所や秘匿された眞魚教の地下祈祷所がある。『SIREN』では、下粗戸と波羅宿は同じ地区であるが、『NT』では別々の地区となっている。
刈割
『SIREN』にも登場した棚田状の畑地。概ね地形は同じであるが、倒木や農機具置き場、丘上の「不入谷聖堂」などが追加された。不入谷教会を境に東地区と西地区に分割されている。
田堀
刈割に隣接する場所。作中では木造二階建ての伊東家のみが登場。
合石岳
羽生蛇村山中に存在する山岳。羽生蛇鉱山が置かれ、6層にもわたる広大な坑道が築かれている。
比良境
合石岳の麓に位置する地区。『NT』では宮田医院ではなく、3階建てコンクリート製の近代的設備が整った犀賀医院がある。

## 特徴
関東地方の××県三隅郡に所在し、行政上は「村」で片側一車線の細い県道しか通っていないが、1976年時点で運輸省運輸支局が所在（地名表示は羽生蛇）していることから、三隅近辺では最も大きい。
村名はバミューダ・トライアングルから取られている。
三方を山々に囲まれた三角形の盆地に位置し、その中心を縦断するように流れる眞魚川（まながわ）を中心にして田畑や集落が広がっている。眞魚川は氾濫しやすく、また数十年に一度、地震や飢餓などの自然災害に見舞われているが縄文時代より人が生活していた形跡が残っているほど歴史は古い。近隣の村との関わり合いを持たない閉鎖的な村であり、村民のほとんどが信仰する眞魚教（まなきょう）という土着信仰があり、生贄を伴う秘祭が行われていたと言われている。
この眞魚教のルーツは飛鳥時代まで遡り、1300年にわたる羽生蛇村の歴史と共に宗教として形式化されていった。現在の眞魚教は、徳川幕府の宗教弾圧によって密教となった江戸時代に、同じく密教化したキリスト教の影響を強く受けたため、儀式や用語なども似たものになっている。『SIREN』では不入谷の教会を、『New:Translation』では刈割の聖堂を拠点とし、教主である求導師（きゅうどうし）とその補佐役の求導女（きゅうどうめ）は、皆から慕われ必要不可欠な存在である。『SIREN』では牧野家が求導師を世襲している。生贄となる神代家に生まれた姉妹の妹が初潮を迎えると、「御印が下りた」として数十年おきに儀式が執り行われる。
眞魚教の象徴であるマナ字架は「生」という漢字を逆さにしたデザインで、信者が持つメダルや、村独自の墓碑としても用いられ、村で生まれた新生児の額に魔除けのために墨で描く風習がある。名前の由来は「生（なま）」の逆さ読みだが、「生きる」の逆で「生きない」という隠喩も込められている。『NT』では地下に秘匿された祈祷所が存在するなど、隠れキリシタンを模した宗教形態であることがうかがえる。
眞魚教に関連した村の民俗行事に、旧暦の大晦日から元日まで行われる海送り（うみおくり）と海還り（うみがえり）がある。大晦日に黒装束を着て眞魚川に入り一年の罪や穢れを清める儀式が海送りで、水辺を現世と常世の境目と見立て現世の穢れを水に流し、常世（不老不死の理想郷）の神の恩恵を願ったものが始まりとされている。そして年が明けて海送りを終えると行われる儀式が海還りで、穢れを清めた人が常世の神の恩恵を受けたとされ、村人からもてなしを受けるものである。
このような特異な民俗のほか、1938年に起こったとされる「××村三十三人殺し」の都市伝説や、近隣の村から「神隠し村」と呼ばれるほど行方不明者が相次ぐ土地であったり、ツチノコや空魚などの未確認動物やUFOの目撃情報が度々寄せられるなど超常現象がよく起きるミステリースポットでもある。特に全国でブームを巻き起こしたツチノコは、羽生蛇村でも村おこしの一環として、村役場つちのこ委員会から100万円の懸賞金がかけられている。『NT』でも、角ウサギ男や「十尺ノ異人」なる大男などUMAの目撃が相次いでいる。
1970年代から高齢化が進んでいて農地の大半が耕作放棄の状態にあり、また北の山間部を学区域とする村立羽生蛇小学校折部分校では、2学年1クラスという極めて小規模な編成となっているなど、人口流出による過疎化も進んでいた。『NT』では1976年の災害を機に廃村化しており、2007年時点では村そのものが消滅している。

### 特産・名物
村原産の植物に、月下奇人（げっかきじん）がある。花は1度しか咲かない、それも深夜に咲いて朝にはしぼんでしまうサボテン科の植物で、眞魚教の影響か「秘めた信仰」という花言葉がつけられている。同じくハニュウダカブトという村固有のカブトムシも生息している。羽の部分に三角形の模様があり、物を掴む力は強いがカナブンやコオロギにすら勝てないという驚異的な弱さが特徴であり、甘い物には目がない。
また合石岳では三隅錫（みすみすず）という特殊な錫が採れる。鳴らすたびに音が違うという珍しい特性から、名産品として羽生蛇トライアングルが作られていた。羽生蛇小学校で教材用に置かれているようだが、その珍しい特性のおかげで演奏には適さない。
最後に挙げられる名産品は、羽生蛇三大麺と呼ばれる羽生蛇村特製のイチゴジャムを山盛りに使った特徴的な郷土料理である。『SIREN』に登場した羽生蛇蕎麦は、近いものを挙げれば盛岡冷麺のキムチ抜きにイチゴジャムをトッピングしたもの。『New:Translation』に登場したはにゅうめんは、醤油ラーメンにイチゴジャムをトッピングしたものであり、1950年代の地震の時に村在住の甘塩太郎が偶然開発、復興の際の炊き出しで被災者に振舞って以来、羽生蛇随一の名産となり、村民はおろか昆虫も調理済みの鍋に三日三晩絶えず群れるほど親しんだとされる。
1976年時点で羽生蛇蕎麦は大字粗戸の大衆食堂にて330円、はにゅうめんは波羅宿の狩武食堂にて200円で販売されていた。